# سفينة حاويات

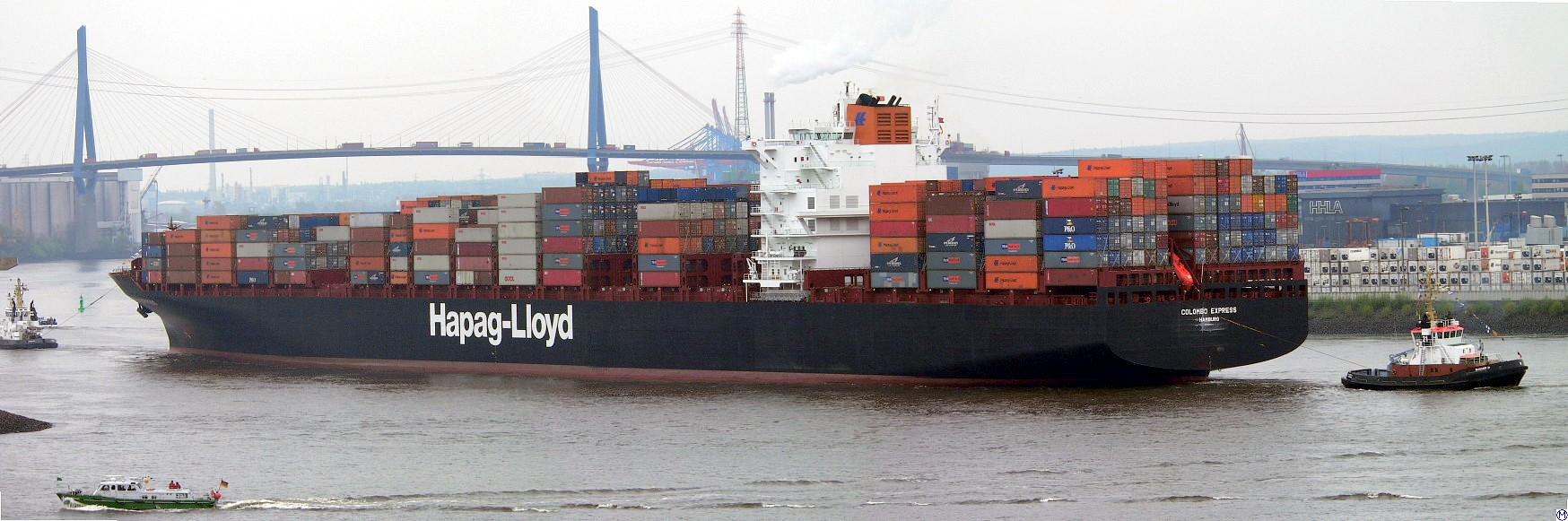
سفينة حاويات

سفينة حاويات هي سفينة بضائع تقوم بتحميل كامل حمولتها داخل حاويات بحجم شاحنة، في تقنية تسمى النقل بالحاويات. إنها وسيلة شائعة لنقل البضائع التجارية متعدد الوسائط وتنقل الآن معظم البضائع البحرية غير السائبة.

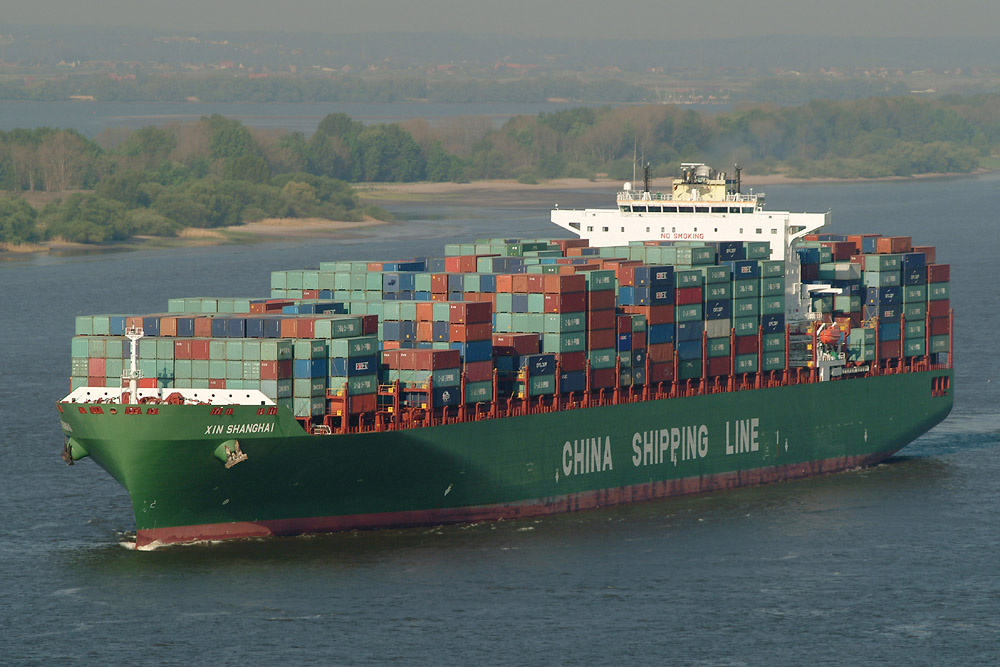
سفينة الحاويات كسين شنغهاي على نهر الإلبه قرب هامبورغ (2007).

ويمكن نقل هذه الحاويات عن طريق الشاحنات بعد أن تُفرغ الحمولة في الميناء، وتمتك بعض سفن الحاويات رافعات خاصة بها على متن السفينة مما يسمح لها بإفراغ حمولتها بشكل ذاتي، تعد سفن الحاويات أكثر أنواع نقل البضائع شيوعا حاليا.
تُقياس سعة سفينة الحاويات بوحدات مكافئة لعشرين قدمًا (TEU). الأحمال النموذجية عبارة عن مزيج من حاويات 20 قدمًا و40 قدمًا (2 حاوية مكافئة) ISO القياسية، مع الغلبة الأخيرة.
يُنقل حاليًا حوالي 90٪ من البضائع غير السائبة في جميع أنحاء العالم بواسطة سفن الحاويات، ويمكن لأكبر سفن الحاويات الحديثة أن تحمل أكثر من 23000 حاوية مكافئة (على سبيل المثال، MSC Gülsün). تنافس سفن الحاويات الآن ناقلات النفط الخام وناقلات البضائع السائبة كأكبر السفن التجارية المحمولة بحراً.

## تاريخ

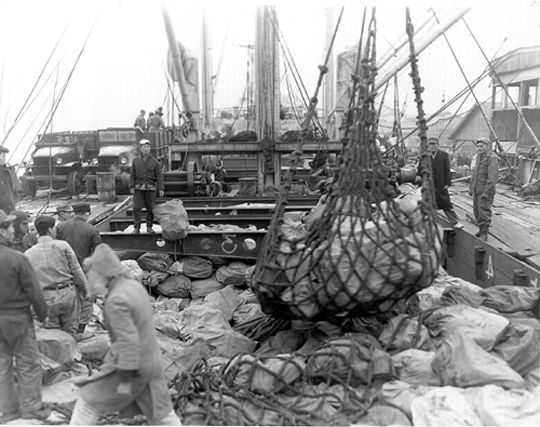
تتجنب سفن الحاويات عمليات الشحن والتفريغ المعقدة لشحن البضائع السائبة.

هناك نوعان رئيسيان من البضائع الجافة: البضائع غير السائبة والبضائع السائبة.تُنقل الشحنات السائبة، مثل الحبوب أو الفحم، غير معبأة في هيكل السفينة، بكميات كبيرة بشكل عام. من ناحية أخرى، تُنقل البضائع غير السائبة في عبوات، وعادة ما تكون سلعًا مصنعة. قبل ظهور الحاويات في الخمسينيات من القرن الماضي، كانت تُحمل المواد السائبة، وتُخزن، ويُزال الرباط، وتُفرغ من السفينة قطعة واحدة في كل مرة. ومع ذلك، من خلال تجميع البضائع في حاويات، من 1,000 إلى 3,000 قدم مكعب (28 إلى 85 م3) من البضائع، أو ما يصل إلى نحو 29,000 كيلوغرام (64,000 رطل) دفعة واحدة وتُأمن كل حاوية بالسفينة مرة واحدة بطريقة موحدة. أدت عملية النقل بالحاويات إلى زيادة كفاءة نقل البضائع السائبة التقليدية بشكل كبير، مما أدى إلى تقليل وقت الشحن بنسبة 84٪ والتكاليف بنسبة 35٪. في عام 2001، نُقل أكثر من 90٪ من التجارة العالمية في البضائع غير السائبة في حاويات ISO. في عام 2009، شُحن ما يقرب من ربع البضائع الجافة في العالم عن طريق الحاويات، ما يقدر بنحو 125 مليون حاوية مكافئة أو 1,19 مليار طن من البضائع.
استخدمت السفن الأولى المصممة لحمل وحدات تحميل قياسية في أواخر القرن الثامن عشر في إنجلترا. في عام 1766، صمم جيمس بريندلي القارب الصندوقي "Starvationer" مع 10 حاويات خشبية، لنقل الفحم من ورسلي دلف إلى مانشستر عن طريق قناة بريدج ووتر. قبل الحرب العالمية الثانية، استخدمت سفن الحاويات الأولى لنقل أمتعة قطار الركاب الفاخر من لندن إلى باريس، جولدن ارو / لا فليش دور، وذلك في عام 1926 بواسطة السكك الحديدية الجنوبية. حُملت هذه الحاويات في لندن أو باريس ونقلت إلى الموانئ، دوفر أو كاليه، على سيارات مسطحة في المملكة المتحدة و«سي آي دبليو إل بولمان جولدن أرو فورغون من سي آي دبليو إل» في فرنسا.
كانت أولى سفن الحاويات بعد الحرب العالمية الثانية عبارة عن ناقلات نفط محولة، بُنيت من ناقلات تي 2 بعد الحرب العالمية الثانية. في عام 1951، بدأت أولى سفن الحاويات المصممة لهذا الغرض في العمل في الدنمارك، وبين سياتل وألاسكا. كانت ايديال اكس (Ideal X) أول سفينة حاويات ناجحة تجاريًا، وهي ناقلة تي 2 مملوكة لشركة مالكوم ماكلين، والتي كانت تحمل 58 حاوية معدنية بين نيوارك ونيوجيرسي وهيوستن بتكساس، في رحلتها الأولى. في عام 1955، أنشأ ماكلين شركته، ماكلين للشحن، لتصبح أحد أكبر أساطيل الشحن في الولايات المتحدة. في عام 1955، اشترت شركة بان أتلانتيك باخرة الصغيرة من شركة ووترمان ستيمشيب وقامت بتكييف سفنها لنقل البضائع في حاويات معدنية موحدة كبيرة. في 26 أبريل 1956، غادرت أول سفن الحاويات المعاد بناؤها، «ايديال اكس»، ميناء نيوارك في نيوجيرسي وأسفرت ثورة جديدة في الشحن الحديث.

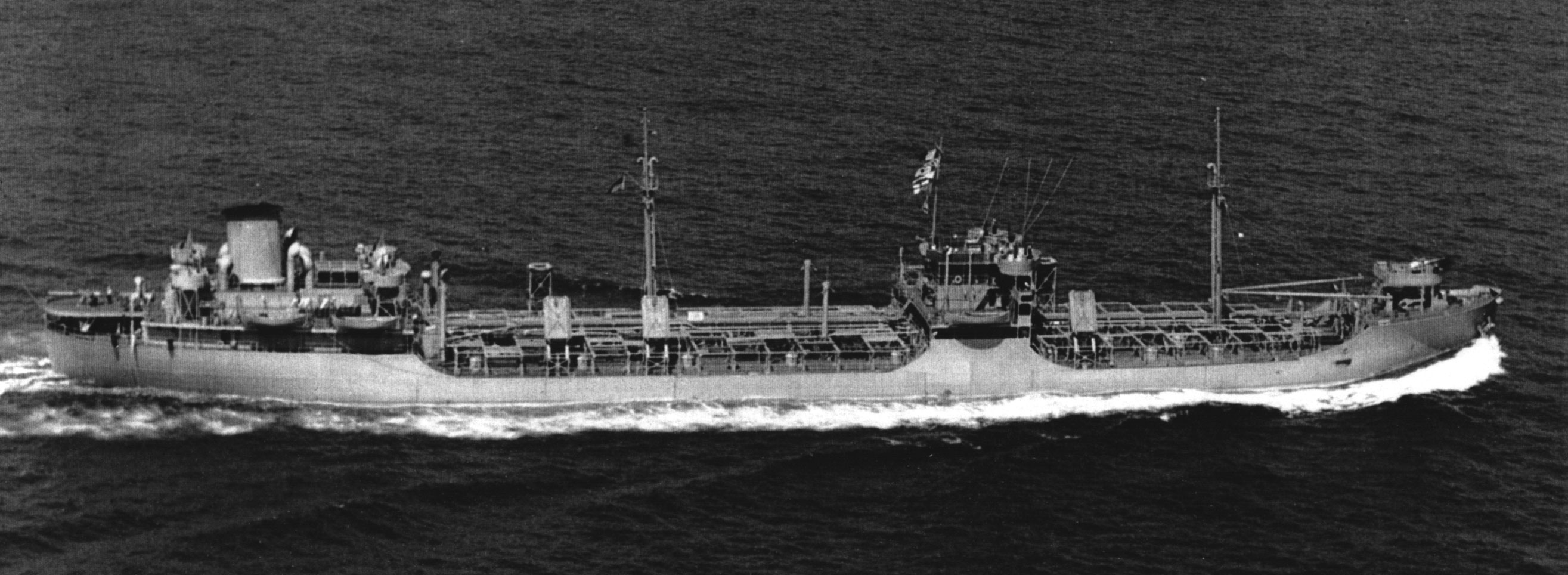
حولت أقدم سفن الحاويات إلى ناقلات T2 في الأربعينيات بعد الحرب العالمية الثانية.

كانت ام في كورينجا أول سفينة حاويات خلوية بالكامل في العالم بنتها شركة أسترالية، بي تي واي للبواخر المرتبطة (Associated Steamships Pty. Ltd). بالشراكة مع ماكيلوريث ومكياشارن وشركاه وشغلت في مايو 1964.
تتميز سفن الحاويات بإلغاء البوابات الفردية، والحواجز، والفواصل عن سفن الشحن العامة التقليدية. يكون بدن سفينة الحاويات النموذجية عبارة عن مستودع ضخم مقسم إلى خلايا بواسطة قضبان توجيه عمودية. صممت هذه الخلايا لحمل البضائع في وحدات معبأة مسبقًا أي الحاويات. عادة ما تكون حاويات الشحن مصنوعة من الفولاذ، ولكن تستخدم مواد أخرى مثل الألومنيوم أو الألياف الزجاجية أو الخشب الرقائقي في تصنيعها. وهي مصممة لتنقل بالكامل من وإلى الناقلات الساحلية الصغيرة أو القطارات أو الشاحنات أو المقطورات.(1) هناك عدة أنواع من الحاويات وتُصَنَّف حسب حجمها ووظائفها.
حاليًا، يُنقل حوالي 90٪ من البضائع غير السائبة في جميع أنحاء العالم عن طريق الحاويات، ويمكن لسفن الحاويات الحديثة أن تحمل أكثر من 21 000 حاوية مكافئة. كفئة، تنافس سفن الحاويات الآن ناقلات النفط الخام وناقلات السوائب كأكبر السفن التجارية في المحيط.
على الرغم من أن النقل بالحاويات أحدث ثورة في عالم الشحن، إلا أن إدخاله لم يكن له ممر سهل. كانت الموانئ وشركات السكك الحديدية (السكك الحديدية في الولايات المتحدة) والشاحنين قلقين بشأن التكاليف الباهظة لتطوير الموانئ والبنية التحتية للسكك الحديدية اللازمة للتعامل مع سفن الحاويات، ولحركة الحاويات على الأرض عن طريق السكك الحديدية والطرق. كانت النقابات العمالية تشعر بالقلق إزاء الفقدان الهائل لوظائف عمال الموانئ والأرصفة في الموانئ، حيث كان استعمال الحاويات يؤدي حتمًا إلى إلغاء العديد من الوظائف اليدوية لمناولة البضائع في الموانئ. استغرق الأمر عشر سنوات من المعارك القانونية قبل أن تدخل سفن الحاويات في الخدمة الدولية. في عام 1966  م، بدأت خدمة نقل الحاويات من الولايات المتحدة إلى مدينة روتردام الهولندية. لم يغير النقل بالحاويات وجه الشحن فحسب، بل أحدث ثورة في التجارة العالمية أيضًا. يمكن تحميل وتفريغ سفينة الحاويات في غضون ساعات قليلة مقارنة بعدة أيام من سفينة الشحن التقليدية. قلل هذا، إلى جانب خفض تكاليف العمالة، من وقت الشحن بين الموانئ إلى حد كبير؛ فعلى سبيل المثال، يستغرق الأمر بضعة أسابيع بدلاً من أشهر حتى تُسلم شحنة من الهند إلى أوروبا والعكس صحيح. كما أدى إلى كسر أقل بسبب قلة المناولة؛ أيضًا، صار الخطر أقل عند انتقال البضائع أثناء الرحلة. نظرًا لإغلاق الحاويات وفتحها من جهة واحدة فقط، انخفضت مستويات الاختلاس والسرقة بشكل كبير.

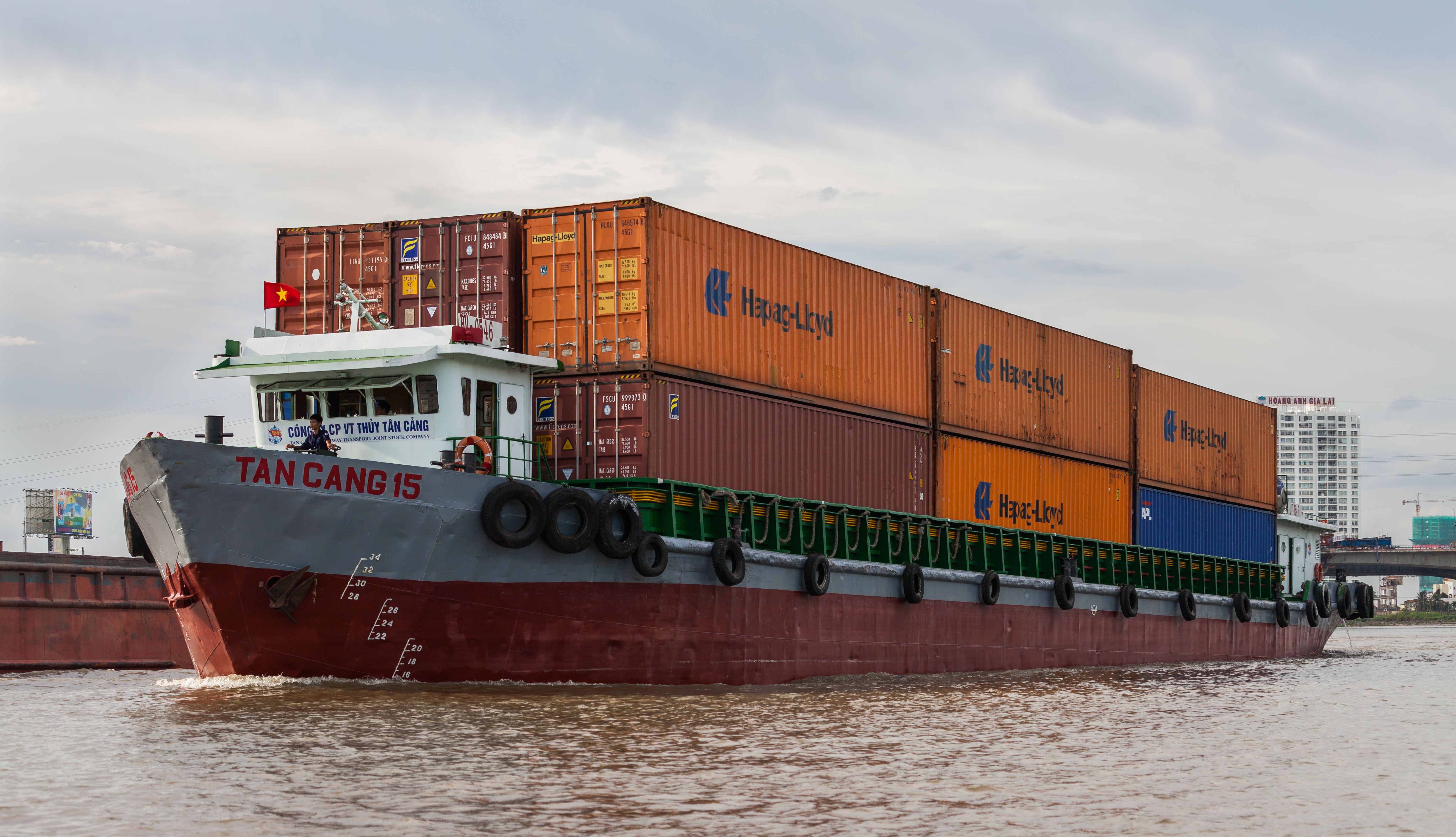
سفينة الحاويات تان كانغ 15في نهر سايغونفي مدينة هو تشي منه، الفيتنام

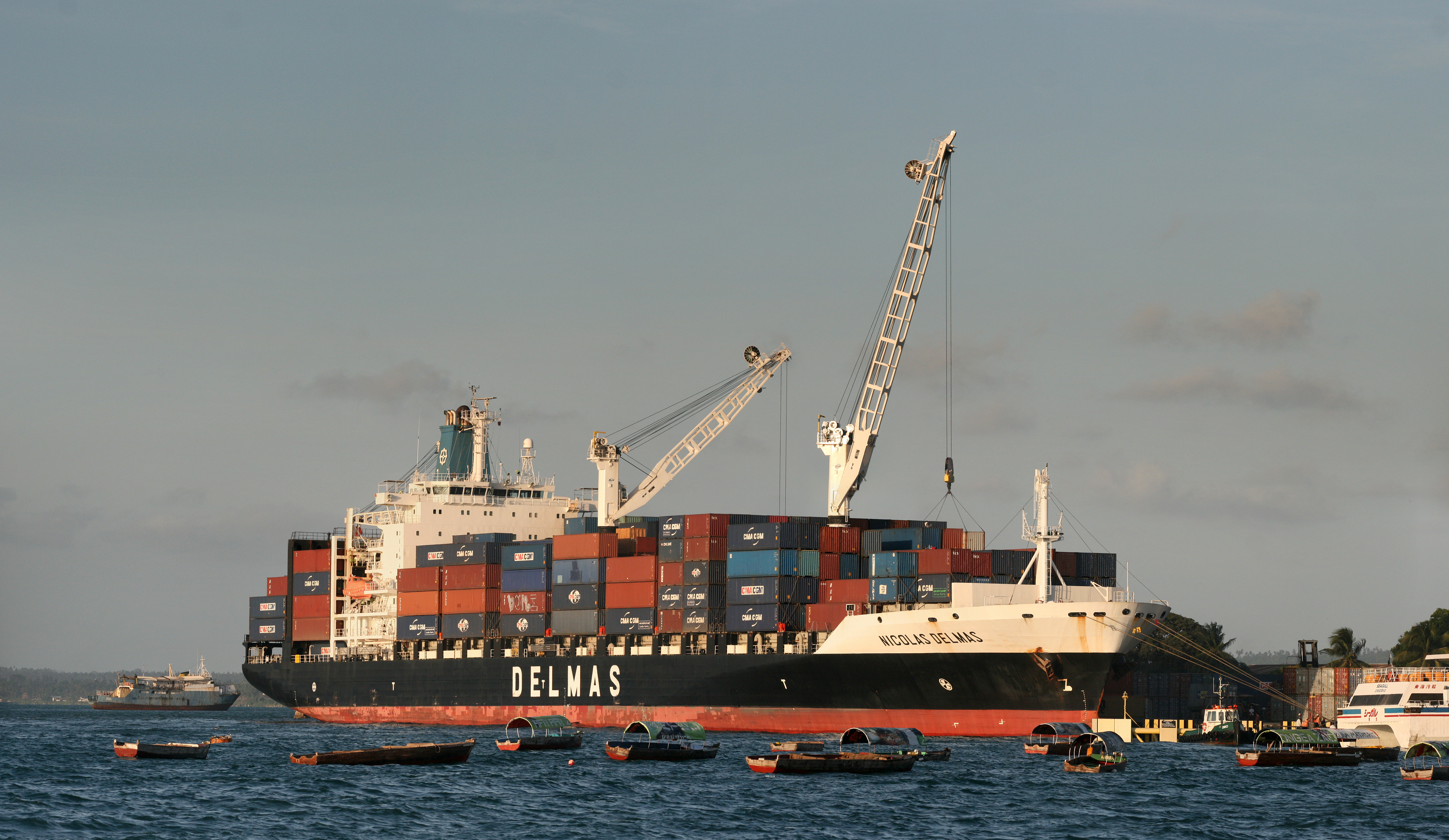
سفينة حاويات ديلماس تفرغ في ميناء زنجبار في تنزانيا

أدى النقل بالحاويات إلى خفض تكاليف الشحن وخفض وقت الشحن، وهذا بدوره ساعد في نمو التجارة الدولية. تأتي البضائع التي تصل في علب الكرتون أو الصناديق أو البالات أو البراميل أو الأكياس الآن في حاويات مختومة من المصنع، مع عدم امكانية رؤية العين البشرية لمحتوياتها، باستثناء رمز المنتج الذي يمكن للآلات مسحه ضوئيًا وتتبع أجهزة الكمبيوتر. كان نظام التتبع هذا دقيقًا للغاية بحيث يمكن تحديد توقيت رحلة لمدة أسبوعين للوصول بدقة أقل من خمسة عشر دقيقة. لقد نتج عنها ثورات مثل التسليم المضمون في الوقت المحدد والتصنيع في الوقت المناسب. تصل المواد الخام من المصانع في حاويات محكمة الغلق قبل أقل من ساعة من طلبها في التصنيع، مما يؤدي إلى انخفاض نفقات المخزون.
يقوم المصدرون بتحميل البضائع في الصناديق التي توفرها شركات الشحن. ثم تُسلم إلى الأرصفة عن طريق البر أو السكك الحديدية أو كليهما للتحميل على سفن الحاويات. قبل النقل بالحاويات، كانت عصابات ضخمة من الرجال تقضي ساعات في تركيب عناصر مختلفة من البضائع في مخازن مختلفة. اليوم، تُستخدم الرافعات، المثبتة إما على الرصيف أو على متن السفينة، لوضع الحاويات على متن السفينة. عندما يحُمل الهيكل بالكامل، تُكدس حاويات إضافية على سطح السفينة.
يبلغ قياس أكبر سفن الحاويات اليوم 400 متر (1,300 قدم) في الطول. وهي تحمل حمولات مساوية لسعة نقل البضائع من ستة عشر إلى سبعة عشر سفينة شحن قبل الحرب العالمية الثانية.

## هندسة السفن
هناك عدة نقاط رئيسية في تصميم سفن الحاويات الحديثة. يُبنى الهيكل، على غرار ناقلات البضائع السائبة وسفن الشحن العامة، حول عارضة قوية. يوجد في هذا الهيكل عنبر الشحن أو أكثر من العنابر الموجودة تحت سطح السفينة والعديد من الخزانات وغرفة المحرك. تعلو الحجرات أغطية الفتحات، والتي يمكن تكديس المزيد من الحاويات عليها. العديد من سفن الحاويات بها رافعات شحن مثبتة عليها، وبعضها لديه أنظمة متخصصة لتأمين الحاويات على متنها.
هيكل سفينة الشحن الحديثة عبارة عن ترتيب معقد من الألواح الفولاذية وعوارض تقوية. يُبنى الهيكل حول العارضة. تشبه الأضلاع، وتُثبت بزاوية قائمة على العارضة هي إطارات السفينة. يُدعم السطح الرئيسي للسفينة، المتمثل في الصفائح المعدنية التي تغطي الجزء العلوي من هيكل البدن، بواسطة عوارض مثبتة على قمم الإطارات وتشغل كامل عرض السفينة. لا تدعم العوارض السطح فحسب، بل تعمل على تقوية الهيكل وتقويته جنبًا إلى جنب مع السطح والإطارات والحواجز المستعرضة. ميزة أخرى للهيكل الحديث هي مجموعة من الخزانات ذات القاع المزدوج، والتي توفر غلافًا ثانيًا مانعًا للماء يمتد على معظم طول السفينة. تحتوي القيعان المزدوجة عمومًا على سوائل مثل زيت الوقود أو مياه الصابورة أو المياه العذبة.
تضم غرفة محركات السفينة محركاتها الرئيسية والآلات المساعدة مثل أنظمة المياه العذبة والصرف الصحي والمولدات الكهربائية ومضخات الحريق ومكيفات الهواء. تقع غرفة المحرك في معظم السفن الجديدة في الجزء الخلفي.

### فئات الحجم
تتميز سفن الحاويات في سبع فئات رئيسية بالحجم: مغذي صغير، مغذي، مغذي أقصى (feedermax)، باناماكس (Panamax)، بوست-باناماكس (Post-Panamax)، نيو باناماكس وكبير جداً. اعتبارًا من ديسمبر 2012، كان هناك 161 سفينة حاويات في فئة VLCS (سفن الحاويات الكبيرة جدًا، أكثر من 10 000 حاوية مكافئة)، ويمكن أن يستوعبها 51 ميناءً في العالم.
يقتصر حجم سفينة باناماكس على غرف قفل قناة بنما الأصلية، والتي يمكن أن تستوعب السفن التي تصل عارضتها إلى 32.31 م، بطول إجمالي يصل إلى 294.13 م، ومسودة تصل إلى 12.04.2007 م. استُخدمت فئة بوست-باناماكس تاريخيًا لوصف السفن ذات العرض المقولب الذي يزيد عن 32.31 م، ومع ذلك تسبب مشروع توسيع قناة بنما في بعض التغييرات في المصطلحات. تعتمد فئة باناماكس الجديدة على الحجم الأقصى للسفينة القادرة على عبور مجموعة ثالثة جديدة من الأقفال، والتي افتتحت في يونيو 2016. بنيت المجموعة الثالثة من الأقفال لاستيعاب سفينة حاويات بطول إجمالي يبلغ 366 متر (1,201 قدم)، بعرض أقصى 49 متر (161 قدم)، وغاطس المياه العذبة الاستوائية 15.2 متر (50 قدم). هذه السفينة، التي تسمى صنف نيو باناماكس، واسعة بما يكفي لتحمل 19 عمودًا من الحاويات، ويمكن أن يكون لها قدرة إجمالية تبلغ حوالي 12 000 حاوية نمطية وغير قابلة للمقارنة في حجم ل سفينة شحن capesize أوالناقلة أقصى السويس.
تسمى سفن الحاويات التي يقل وزنها عن 3 000 حاوية مكافئة عمومًا المغذيات. المغذيات عبارة عن سفن صغيرة تعمل عادة بين موانئ الحاويات الأصغر. تقوم بعض المغذيات بتجميع حمولتها من الموانئ الصغيرة، وافراغها في الموانئ الكبيرة لإعادة الشحن على السفن الكبيرة، وتوزيع الحاويات من الميناء الكبير إلى الموانئ الإقليمية الأصغر. هذا الحجم من السفينة هو الأكثر احتمالا لحمل رافعات البضائع على متنها.
| اسم                               | سعة (حاوية مكافئة) | الطول                   | الشعاع                 | الغاطس                  | مثال | مثال |
| --------------------------------- | ------------------ | ----------------------- | ---------------------- | ----------------------- | --- | ---- |
| سفينة الحاويات الكبيرة جدًا (ULCV) | 14501 وما فوق      | 1,200 قدم (366 م) وأطول | 160.7 قدم (49 م) وأوسع | 49.9 قدم (15.2 م) وأعمق | تستطيع سفن ميرسك تربل أي كلاس، بطول 400 م، وعرض 59 م، وغاطس 14.5 م، وسعة 18 270 حاوية نمطية، عبور قناة السويس. |      |
| نيو باناماكس (أو نيوباناماكس)     | 10000-14500        | 1,200 قدم (366 م)       | 160.7 قدم (49 م)       | 49.9 قدم (15.2 م)       | مع عارضة يبلغ 43 مترًا، تعد السفن من فئة COSCO Guangzhou كبيرة جدًا بحيث لا تتناسب مع الأقفال القديمة لقناة بنما، ولكنها يمكن أن تتناسب بسهولة مع التوسعة الجديدة. (الصورة: 9500 TEU MV كوسكو قوانغتشو رصيف الميناء في هامبورغ) |      |
| بوست-باناماكس                     | 5101 - 10000       | 1,200 قدم (366 م)       | 160.7 قدم (49 م)       | 49.9 قدم (15.2 م)       | مع عارضة يبلغ 43 مترًا، تعد السفن من فئة COSCO Guangzhou كبيرة جدًا بحيث لا تتناسب مع الأقفال القديمة لقناة بنما، ولكنها يمكن أن تتناسب بسهولة مع التوسعة الجديدة. (الصورة: 9500 TEU MV كوسكو قوانغتشو رصيف الميناء في هامبورغ) |      |
| باناماكس                          | 3,001 - 5100       | 965 قدم (294.13 م)      | 106 قدم (32.31 م)      | 39.5 قدم (12.04 م)      | تقع سفن فئة Bay في الحد الأعلى لفئة باناماكس، ويبلغ طولها الإجمالي 292.15 مترًا، وعرضها 32.2 مترًا، وعمقها الأقصى 13.3 مترًا. (الصورة: 4224 TEU MV Providence Bay يمر عبر قناة بنما)                                             |      |
| فيدرماكس                          | 2,001 - 3000       |                         |                        |                         | عادة ما تسمى سفن الحاويات التي يقل وزنها عن 3 000 حاوية مكافئة بالمغذيات. في بعض مناطق العالم، قد تُجَهًّزُ برافعات شحن. (الصورة: 384 TEU MV عبر الأطلسي عند المرسى)                                                               |      |
| المغذي                            | 1001 - 2000        |                         |                        |                         | عادة ما تسمى سفن الحاويات التي يقل وزنها عن 3 000 حاوية مكافئة بالمغذيات. في بعض مناطق العالم، قد تُجَهًّزُ برافعات شحن. (الصورة: 384 TEU MV عبر الأطلسي عند المرسى)                                                               |      |
| المغذي الصغير                     | حتى 1,000          |                         |                        |                         | عادة ما تسمى سفن الحاويات التي يقل وزنها عن 3 000 حاوية مكافئة بالمغذيات. في بعض مناطق العالم، قد تُجَهًّزُ برافعات شحن. (الصورة: 384 TEU MV عبر الأطلسي عند المرسى)                                                               |      |

### رافعات البضائع

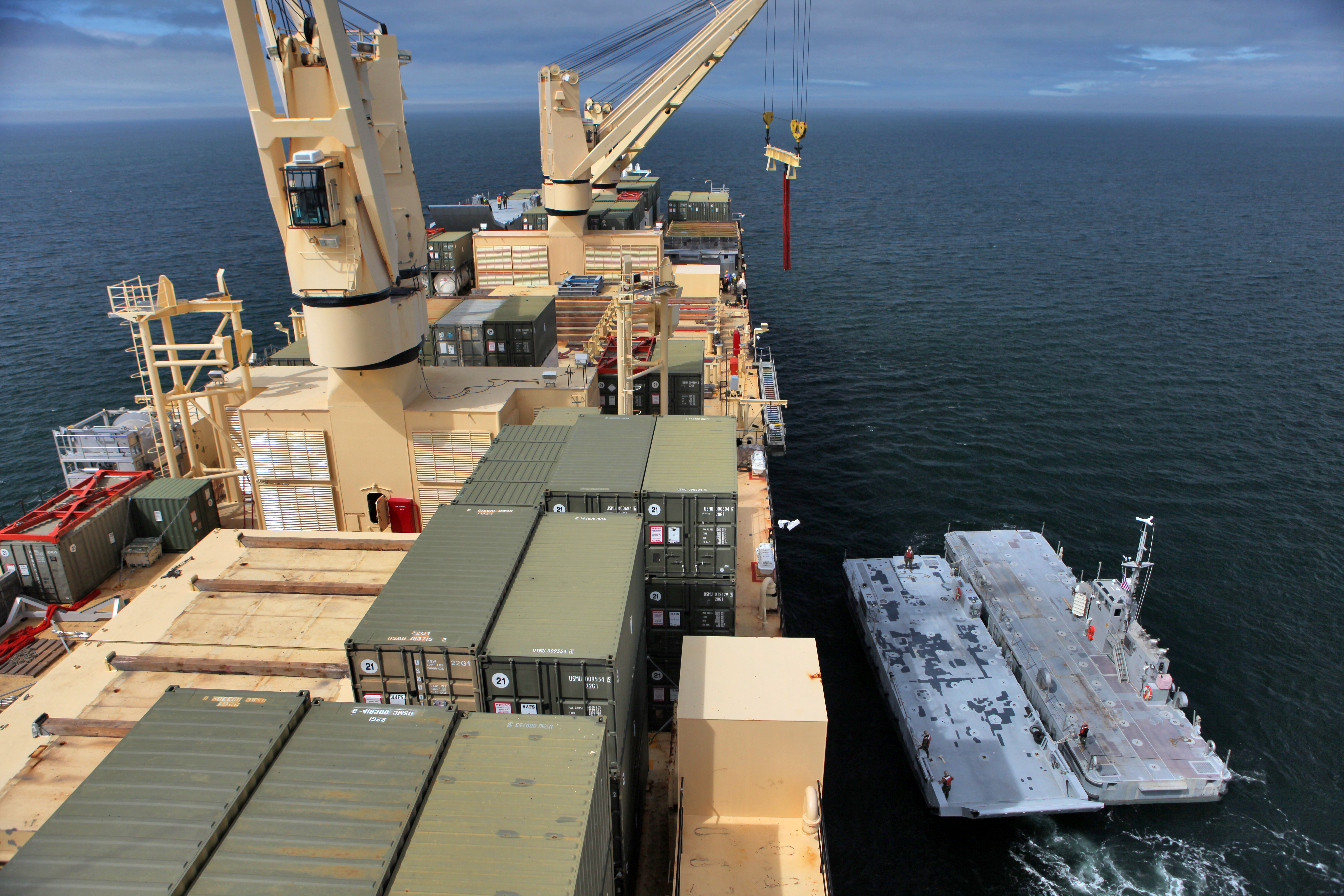
رافعات الشحن على متن سفينة حاويات تابعة للبحرية الأمريكية

السمة الرئيسية لوصف سفينة الحاويات هي وجود رافعات مثبتة لمناولة حمولتها من عدمه. فالتي لديها الرافعات تسمى «موجهة» وتلك لا تملكها تسمى «غير مجهزة» أو «بدون تروس». كانت أقدم سفن الحاويات المصممة لهذا الغرض في السبعينيات من القرن الماضي كلها بدون تروس. منذ ذلك الحين، تذبذبت النسبة المئوية للمباني الجديدة «الموجهة» على نطاق واسع، ولكنها كانت تتناقص بشكل عام، حيث جُهز 7.5 ٪ فقط من مجموع سفن الحاويات في عام 2009  م بالرافعات.
في حين أن سفن الحاويات المجهزة أكثر مرونة من حيث قدرتها على زيارة الموانئ غير المجهزة برافعات حاويات رصيف، إلا أنها تعاني من العديد من العيوب. بادئ ذي بدء، فإن شراء السفن المجهزة سيكون أكثر تكلفة من السفن بدون تروس. تتكبد السفن المجهزة أيضًا نفقات متكررة أكبر، مثل تكاليف الصيانة والوقود. يصف مجلس التجارة والتنمية التابع للأمم المتحدة السفن المجهزة بأنها «سوق متخصصة مناسبة فقط للموانئ حيث لا تبرر أحجام البضائع المنخفضة الاستثمار في رافعات الموانئ أو حيث لا يملك القطاع العام الموارد المالية لمثل هذا الاستثمار».
بدلاً من الرافعات الدوارة، ركبت رافعات جسرية في بعض السفن الموجهة. هذه الرافعات، المتخصصة في أعمال الحاويات، قادرة على التدحرج للأمام والخلف على القضبان. بالإضافة إلى النفقات الإضافية لرأس المال وتكاليف الصيانة، تقوم هذه الرافعات عمومًا بتحميل وتفريغ الحاويات بشكل أبطأ بكثير من نظيراتها على الساحل.
كان إدخال وتحسين رافعات الحاويات على الساحل مفتاحًا لنجاح سفينة الحاويات. بنيت أول رافعة مصممة خصيصًا لأعمال الحاويات في ميناء ألاميدا بكاليفورنيا في عام 1959  م. بحلول الثمانينيات من القرن الماضي، كانت الرافعات الجسرية الساحلية قادرة على نقل الحاويات في دورة مدتها 3 دقائق، أو ما يصل إلى 400 طن في الساعة. في مارس 2010، في ميناء كلانج في ماليزيا، سُجل رقم قياسي عالمي جديد عندما نقلت 734 حاوية في ساعة واحدة. تحقق الرقم القياسي باستخدام 9 رافعات لتحميل وتفريغ سفينة MV CSCL Pusan بسعة 9 600 حاوية مكافئة في وقت واحد.
تعد السفن التي يتراوح حجمها بين 1500 و2 499 حاوية مكافئة هي الفئة الحجمية الأكثر احتمالاً التي تحتوي على رافعات، مع أكثر من 60٪ من هذه الفئة عبارة عن سفن مُجهزة. أقل بقليل من ثلث السفن الصغيرة جدًا (من 100-499 حاوية مكافئة) مجهزة، وتقريبًا لا توجد سفن بسعة تزيد عن 4 000 حاوية مكافئة.

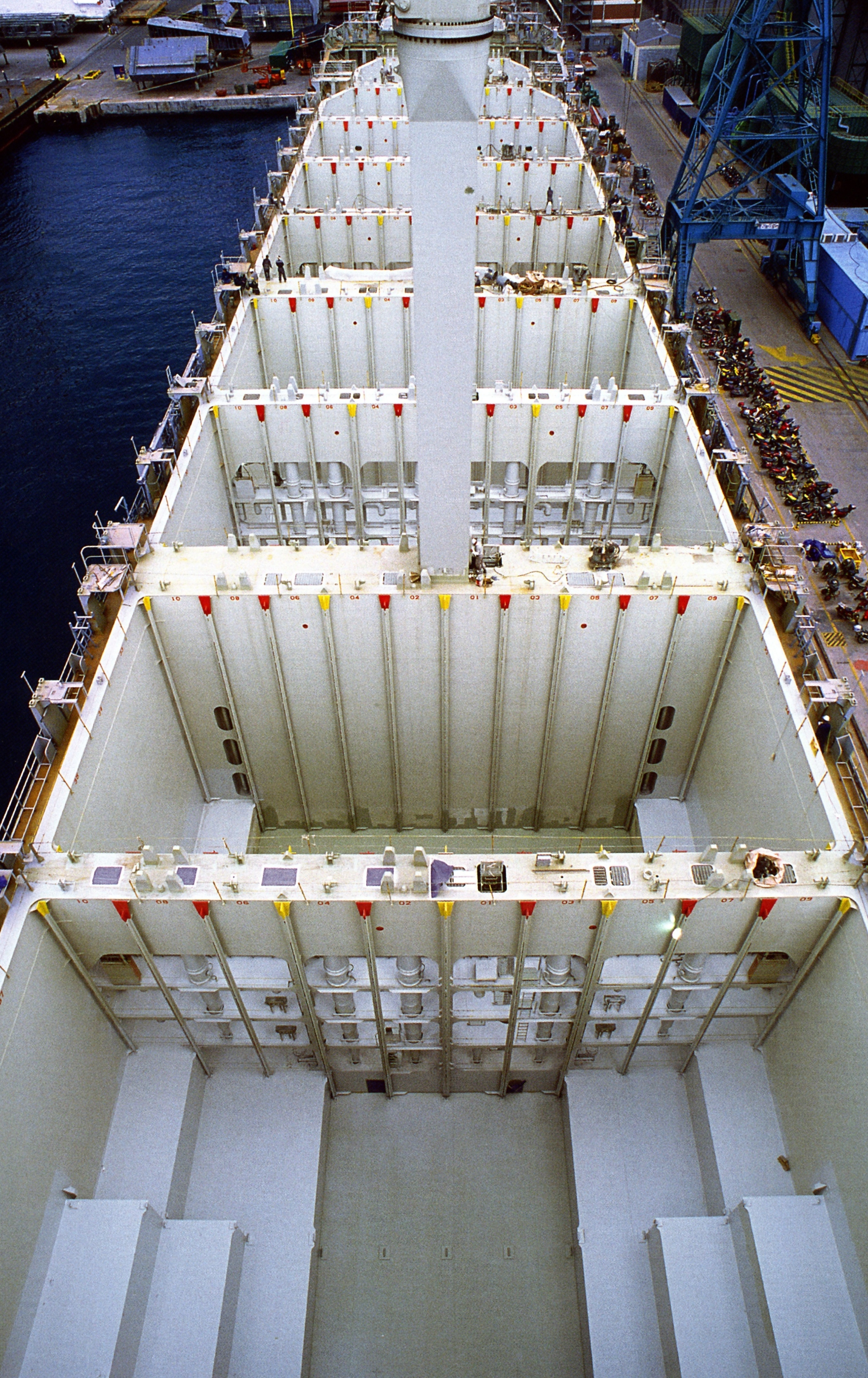
منظر في عنابر سفينة حاويات. تنظم أدلة الخلية العمودية الحاويات في السفن.

### حمل البضائع
لطالما كانت الكفاءة أساسية في تصميم سفن الحاويات. في حين يمكن نقل الحاويات على متن سفن تفريغ تقليدية، فإن حاويات الشحن لسفن الحاويات المخصصة مصممة خصيصًا لتسريع التحميل والتفريغ، وللحفاظ على الحاويات آمنة بشكل فعال أثناء وجودها في البحر. يتمثل أحد الجوانب الرئيسية لتخصص سفن الحاويات في تصميم الفتحات والأبواب من السطح الرئيسي إلى عنابر الشحن. تمتد فتحات العنابر على كامل عرض حمولات البضائع، وتحيط بها هيكل فولاذي مرتفع يُعرف باسم فتحة «الإطار الحاجز» (coaming). يوجد على الجزء العلوي من فتحات العنابر أغطية الفتحات. حتى الخمسينيات من القرن الماضي، كانت البوابات مؤمنة عادة بألواح خشبية وأغطية مشمعة مثبتة بقطع خشبية. اليوم، يمكن أن تكون بعض أغطية الفتحات عبارة عن ألواح معدنية صلبة ترفع من على السفينة وإليها بواسطة الرافعات، في حين أن البعض الآخر عبارة عن آليات مفصلية تفتح وتغلق باستخدام مكابس هيدروليكية قوية.
استخدام أدلة الخلايا (cell guides) هو عنصر رئيسي آخر في تصميم سفن الحاويات المخصص. أدلة الخلايا عبارة عن هياكل رأسية قوية مبنية من المعدن المركب في عنابر شحن السفينة. تقوم هذه الهياكل بتوجيه الحاويات إلى صفوف محددة جيدًا أثناء عملية التحميل وتوفر بعض الدعم للحاويات ضد دوران السفينة في البحر. من الأمور الأساسية لتصميم سفن الحاويات هي أدلة الخلايا التي تستعمل وجودها المنظمات مثل مؤتمر الأمم المتحدة للتجارة والتنمية لتمييز سفن الحاويات المخصصة عن سفن الشحن العامة السائبة.
يُسْتَخْدَم نظام ثلاثي الأبعاد في مخطط الشحن لوصف موقع الحاوية على متن السفينة. الإحداثية الأولى هي باي (BAY)، والذي يبدأ من مقدمة السفينة ويزداد في الخلف. الإحداثية الثانية هو الصف (ROW). تُمنح الصفوف الموجودة على الجانب الأيمن أرقامًا فردية وتُمنح الصفوف الموجودة على جانب الميناء أرقامًا زوجية. تُمنح الصفوف الأقرب لخط الوسط أرقامًا منخفضة، وتزداد الأرقام للفتحات البعيدة عن خط الوسط. الإحداثية الثالثة هي "TIER"، حيث تكون الطبقة الأولى في أسفل عنابر الشحن، والطبقة الثانية فوقها، وهكذا دواليك.
تحمل سفن الحاويات حاويات ذات 20 قدمًا و40 قدمًا و45 قدمًا فقط. تشحن حاويات 45 قدم فقط فوق سطح السفينة. حاويات 40 قدمًا هي الحجم الأساسي للحاويات، وتشكل حوالي 90٪ من جميع شحنات الحاويات، وبما أن شحن الحاويات ينقل 90٪ من الشحن العالمي، فإن أكثر من 80٪ من الشحنات العالمية تُنق عبر حاويات 40 قدمًا.

### أنظمة الربط

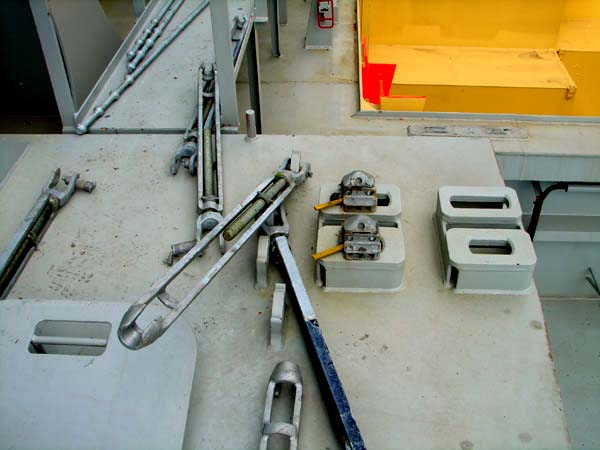
تُستخدم الأقفال الملتوية وقضبان التثبيت (في الصورة) على نطاق واسع لتأمين الحاويات على متن السفن.

تستخدم العديد من الأنظمة لتأمين الحاويات على متن السفن، اعتمادًا على عوامل مثل نوع السفينة ونوع الحاوية وموقع الحاوية. يعد التستيف داخل عنابر السفن الخلوية بالكامل (FC) أبسط، وعادةً ما يستخدم أشكالًا معدنية بسيطة تسمى أدلة الحاويات، ومخاريط تحديد المواقع، والفواصل المضادة للحامل لقفل الحاويات معًا. فوق الطوابق، بدون دعم إضافي من أدلة الخلية، تستخدم معدات أكثر تعقيدًا. هناك ثلاثة أنواع من الأنظمة قيد الاستخدام على نطاق واسع حاليًا: أنظمة الربط وأنظمة القفل وأنظمة الدعم. تقوم أنظمة الربط بتأمين الحاويات على السفينة باستخدام أجهزة مصنوعة من حبل سلكي أو قضبان صلبة أو سلاسل وأجهزة لشد الأربطة، مثل المشابك. تزيد فعالية الأربطة عن طريق تأمين الحاويات ببعضها البعض، إما عن طريق أشكال معدنية بسيطة (مثل أقماع التراص) أو أجهزة أكثر تعقيدًا مثل أدوات التجميع ذات القفل الملتوي. يُدْخَل قفل ملتوي نموذجي في فتحة الصب بإحدى الحاويات وتدويره لتثبيته في مكانه، ثم تُنزل حاوية أخرى فوقه. تُقفل الحاوييتين معًا عن طريق لف مقبض الجهاز. يُصنع القفل اللولبي النموذجي من الفولاذ المطروق وحديد الدكتايل وله مقاومة قص تبلغ 48 طنًا.
يستخدم نظام الدعامة، المستخدم في بعض سفن الحاويات الكبيرة، نظامًا من الأبراج الكبيرة الملحقة بالسفينة عند طرفي كل عنبر شحن. أثناء تحميل السفينة، يُضاف إطار تكديس صلب وقابل للإزالة، مما يؤمن هيكليًا كل طبقة من الحاويات معًا.

### جسر
تحتوي سفينة الحاويات عادةً على جسر واحد ووحدة إقامة باتجاه الخلف، ولكن للتوفيق بين الطلب على سعة حاوية أكبر ومتطلبات رؤية الاتفاقية الدولية لسلامة الحياة في البحر (SOLAS)، طُور العديد من التصميمات الجديدة. اعتبارًا من 2015، طُورت بعض سفن الحاويات الكبيرة مع زيادة الجسر إلى الأمام، منفصلة عن كومة العادم. تحتوي بعض سفن الحاويات الأصغر التي تعمل في الموانئ والأنهار الأوروبية على دواليب قابلة للرفع، والتي يمكن إنزالها لتمريرها تحت الجسور المنخفضة.

## خصائص الأسطول
| سعة الأسطول، 5 يناير 2019       | سعة الأسطول، 5 يناير 2019       | سعة الأسطول، 5 يناير 2019 | سعة الأسطول، 5 يناير 2019 | سعة الأسطول، 5 يناير 2019 |
| ------------------------------- | ------------------------------- | ------------------------- | ------------------------- | ------------------------- |
| الأسطول                         | الأسطول                         |                           |                           | TEU                       |
| خطوط ميرسك                      | خطوط ميرسك                      |                           | 4064050                   | 4064050                   |
| شركة البحر المتوسط للشحن البحري | شركة البحر المتوسط للشحن البحري |                           | 3312944                   | 3312944                   |
| كوسكو للشحن                     | كوسكو للشحن                     |                           | 2772107                   | 2772107                   |
| مجموعة سي إم ايه - سي جي أم     | مجموعة سي إم ايه - سي جي أم     |                           | 2668244                   | 2668244                   |
| هاباج لويد                      | هاباج لويد                      |                           | 1602958                   | 1602958                   |
| وان                             | وان                             |                           | 1518208                   | 1518208                   |
| إيفرجرين لاين                   | إيفرجرين لاين                   |                           | 1088509                   | 1088509                   |
| أو أو سي أل                     | أو أو سي أل                     |                           | 685798                    | 685798                    |
| يانغ مينغ                       | يانغ مينغ                       |                           | 652605                    | 652605                    |
| بايل                            | بايل                            |                           | 416765                    | 416765                    |

| السعة العالمية | السعة العالمية | السعة العالمية | السعة العالمية | السعة العالمية    |
| -------------- | -------------- | -------------- | -------------- | ----------------- |
| السنة          | السنة          |                |                | مليون وحدة مكافئة |
| 1990           | 1990           |                | 1.5            | 1.5               |
| 2000           | 2000           |                | 4.3            | 4.3               |
| 2008           | 2008           |                | 10.6           | 10.6              |
| 2012           | 2012           |                | 15.4           | 15.4              |
| 2017           | 2017           |                | 20.3           | 20.3              |

اعتبارًا من 2009، شكلت سفن الحاويات 13.3٪ من أسطول العالم من حيث الوزن الساكن. ارتفع إجمالي الحمولة الساكنة لسفن الحاويات في العالم من 11 مليون حمولة ساكنة في 1980 إلى 169.0 مليون حمولة ساكنة في 2010.
تمثل الحمولة الساكنة الإجمالية لسفن الحاويات وسفن الشحن العامة، والتي غالبًا ما تحمل حاويات، 21.8٪ من أسطول العالم.
اعتبارًا من عام 2009 ، كان متوسط عمر سفن الحاويات في جميع أنحاء العالم 10.6 عامًا، مما يجعلها أصغر أنواع السفن العامة، تليها ناقلات البضائع السائبة عند 16.6 عامًا، وناقلات النفط عند 17 عامًا، وسفن البضائع العامة عند 24.6 عامًا، وأخرى في 25.3 عامًا.
معظم القدرة الاستيعابية في العالم في سفن الحاويات الخلوية بالكامل في خدمة الخطوط الملاحية المنتظمة، حيث تتاجر السفن على الطرق المجدولة. اعتبارًا من يناير 2010، سيطرت أكبر 20 شركة لخطوط الخطوط الملاحية المنتظمة على 67.5 ٪ من سعة الحاويات الخلوية بالكامل في العالم، مع 2673 سفينة بمتوسط سعة 3 774 حاوية مكافئة. يبلغ متوسط سعة السفن الخلوية الكاملة المتبقية البالغ عددها 6862 سفينة 709 حاوية مكافئة لكل منها.
الغالبية العظمى من سعة سفن الحاويات الخلوية بالكامل المستخدمة في تجارة الخطوط الملاحية المنتظمة مملوكة لمالكي السفن الألمان، بحوالي 75٪ مملوكة لوسطاء هامبورغ. من الممارسات الشائعة لخطوط الحاويات الكبيرة أن تكمل سفنها الخاصة بسفن مستأجرة، على سبيل المثال في عام 2009  م، أُجرت 48.9٪ من حمولة أكبر 20 شركة من شركات الخطوط الملاحية المنتظمة بهذه الطريقة.

### دول العلم
يتطلب القانون الدولي أن تكون كل سفينة تجارية مسجلة في دولة تسمى دولة العلم. تمارس دولة علم السفينة رقابة تنظيمية على السفينة، وهي مطالبة بفحصها بانتظام، والتصديق على معدات السفينة وطاقمها، وإصدار وثائق السلامة ومنع التلوث. اعتبارًا من 2006، أحصى مكتب إحصاءات النقل الأمريكي 2837 سفينة حاويات يبلغ وزنها 10 آلاف طن أو أكثر في جميع أنحاء العالم. كانت بنما أكبر دولة علم لسفن الحاويات في العالم، حيث سجلت 541 سفينة. سبع دول علم أخرى لديها أكثر من 100 سفينة حاويات مسجلة: ليبيريا (415) وألمانيا (248) وسنغافورة (177) وقبرص (139) وجزر مارشال (118) والمملكة المتحدة (104). أعلام بنما وليبيريا وجزر مارشال هي سجلات مفتوحة ويعتبرها الاتحاد الدولي لعمال النقل أعلامًا ملائمة. على سبيل المقارنة، كان لدى الدول البحرية التقليدية مثل الولايات المتحدة واليابان 75 و11 سفينة حاويات مسجلة على التوالي.

### أسعار السفن

في السنوات الأخيرة، أدى العرض المفرط لسعة سفن الحاويات إلى انخفاض أسعار السفن الجديدة والمستعملة. من عام 2008  م إلى عام 2009  م، انخفضت أسعار سفن الحاويات الجديدة بنسبة  19 إلى 33٪، بينما انخفضت أسعار سفن الحاويات القديمة بنسبة 47 إلى 69٪. في مارس 2010، كان متوسط السعر لسفينة حاويات سعة 500 حاوية مكافئة 10 ملايين دولار، في حين بلغ متوسط أسعار السفن التي لا تحتوي على تروس والتي يبلغ حجمها 6500 و12 000 حاوية نمطية 74 مليون دولار و105 مليون دولار على التوالي. في الوقت نفسه، بلغ متوسط الأسعار المستعملة لسفن الحاويات الموجهة التي يبلغ عمرها 10 سنوات والتي تبلغ طاقتها 500 و2500 و3 500 حاوية مكافئة 4 ملايين دولار و15 مليون دولار و18 مليون دولار على التوالي.
في عام 2009  م، سلمت سفن الحاويات المبنية حديثًا 11 669 000 طن إجمالي. بُني أكثر من 85٪ من هذه السعة الجديدة في جمهورية كوريا والصين واليابان، حيث تمثل كوريا أكثر من 57٪ من إجمالي الطاقة الإنتاجية العالمية وحدها. شكلت سفن الحاويات الجديدة 15٪ من إجمالي الحمولة الجديدة في ذلك العام، خلف ناقلات البضائع السائبة بنسبة 28.9٪ وناقلات النفط بنسبة 22.6٪.

### تفكيك السفن
تُعزل معظم السفن من الأسطول من خلال عملية تعرف باسم التخريد. يعد التخريد أمرًا نادرًا بالنسبة للسفن التي يقل عمرها عن 18 عامًا وهو شائع لمن تزيد أعمارهم عن 40 عامًا. يتفاوض مالكو السفن والمشترون على أسعار الخردة بناءً على عوامل مثل الوزن الفارغ للسفينة (يُسمى إزاحة الطن الخفيف أو LTD) والأسعار في سوق الخردة المعدنية. معدلات التخريد متقلبة، وقد تأرجح سعر إزاحة طن خفيف من 650 دولارًا أمريكيًا لكل طن خفيف مزاح في منتصف عام 2008  م إلى 200 دولار أمريكي لكل طن خفيف مزاح في أوائل عام 2009  م، قبل أن يرتفع إلى 400 دولار أمريكي لكل طن خفيف مزاح في مارس 2010. اعتبارًا من 2009، أكثر من 96٪ من نشاط التخريد في العالم يتم في الصين والهند وبنغلاديش وباكستان.
أدى الانكماش الاقتصادي العالمي في الفترة 2008-2009 إلى بيع سفن خردة أكثر من المعتاد. في عام 2009  م، أُلغيت 364 300 حاوية مكافئة من سعة سفن الحاويات، أكثر من 99 900 حاوية مكافئة في عام 2008  م. شكلت سفن الحاويات 22.6٪ من إجمالي حمولة السفن الخردة في ذلك العام. على الرغم من الزيادة المفاجئة، فإن السعة التي أُزيلت من الأسطول تمثل 3 ٪ فقط من سعة الحاويات في العالم. كان متوسط عمر سفن الحاويات التي أُلغيت في عام 2009  م هو 27,0 سنة.

### أكبر السفن
| مبني | اسم                              | صف دراسي بحجم | الحد الأقصى لعشرين قدم | المصادر |
| ---- | -------------------------------- | ------------- | ---------------------- | ------- |
| 2020 | HMM Algeciras                    | 7             | 23٬964                 |         |
| 2020 | HMM Oslo                         | 5             | 23٬820                 |         |
| 2019 | MSC Gülsün                       | 6             | 23٬756                 |         |
| 2019 | MSC Mina                         | 5             | 23٬656                 |         |
| 2020 | CMA CGM Jacques Saadé            | 9             | 23٬112                 |         |
| 2017 | OOCL Hong Kong                   | 6             | 21٬413                 | [ 63 ]  |
| 2018 | COSCO Shipping Universe          | 6             | 21٬237                 | [ 64 ]  |
| 2018 | CMA CGM Antoine de Saint Exupery | 3             | 20٬954                 | [ 65 ]  |
| 2017 | Madrid Mærsk                     | 11            | 20٬568                 |         |
| 2018 | Ever Golden                      | 2             | 20٬388                 |         |
| 2017 | MOL Truth                        | 2             | 20٬182                 | [ 66 ]  |
| 2017 | MOL Triumph                      | 4             | 20٬170                 | [ 67 ]  |
| 2019 | Ever Glory                       | 4             | 20٬160                 |         |
| 2018 | Ever Goods                       | 5             | 20٬124                 |         |
| 2018 | COSCO Shipping Taurus            | 5             | 20٬119                 |         |

فرضت وفورات الحجم اتجاهًا تصاعديًا في أحجام سفن الحاويات من أجل تقليل النفقات. ومع ذلك، هناك قيود معينة على حجم سفن الحاويات. في المقام الأول، منها توفر محركات رئيسية كبيرة بما يكفي وتوافر عدد كافٍ من الموانئ والمحطات المعدة والمجهزة للتعامل مع سفن الحاويات الكبيرة جدًا. علاوة على ذلك، يمكن أن تمثل الأبعاد القصوى المسموح بها للسفن في بعض الممرات المائية الرئيسية في العالم حدًا أعلى من حيث نمو السفن. يتعلق هذا في المقام الأول بقناة السويس ومضيق سنغافورة.
في عام 2008  م، أعلنت شركة بناء السفن الكورية الجنوبية STX عن خطط لبناء سفينة حاويات قادرة على حمل 22,000 حاوية مكافئة، ويبلغ الطول المقترح 450 متر (1,480 قدم) وشعاع 60 متر (200 قدم). إذا شُيدت، ستصبح سفينة الحاويات أكبر سفينة بحرية في العالم.
نظرًا لأن سفن الحاويات الكبيرة جدًا هي سفن ذات غاطس منخفض نسبيًا مقارنة بالناقلات الكبيرة وناقلات السوائب، فلا يزال هناك مجال كبير لنمو السفن. بالمقارنة مع أكبر سفن الحاويات اليوم، فإن سلسلة من فئة «خطوط ميرسك 15,200 إيما ميرسك»، بسعة 20,000  حاوية مكافئة ستكون سفينة الحاويات الأكبر بشكل معتدل من حيث الأبعاد الخارجية. وفقًا لتقديرات عام 2011  م، فإن سفينة حاويات كبيرة جدًا تسع لـ20,250 حاوية مكافئة بقياس  440×59 متر (1,444×194 قدم)، مقارنة بـ 397.71×56.40 متر (1,304.8×185.0 قدم) لفئة إيما ميرسك. سيكون لها حمولة ساكنة تقدر بنحو 220،000 طن. في حين أن مثل هذه السفينة قد تكون بالقرب من الحد الأعلى لمرور قناة السويس، فإن ما يسمى بمفهوم مالاكاماكس (نسبة لمضيق ملقا) لا ينطبق على سفن الحاويات، نظرًا لأن حد السحب لمضيق ملقا وسنغافورة يبلغ حوالي 21 متر (69 قدم) أعلى من تصميم أي سفينة حاويات يمكن تصورها. في عام 2011  م، أعلنت شركة ميرسك عن خطط لبناء عائلة حاويات جديدة " Triple E " بسعة 18 000 حاوية مكافئة، مع التركيز على تقليل استهلاك الوقود.
في وضع السوق الحالي، لن تكون المحركات الرئيسية عاملاً مقيدًا لنمو السفن أيضًا. دفع الارتفاع المطرد في تكلفة زيت الوقود في أوائل عام 2010  م معظم خطوط الحاويات إلى التكيف مع سرعة أبطأ وأكثر اقتصادا للرحلة بحوالي 21 عقدة، مقارنة بسرعات قصوى سابقة بـ 25 عقدة أو أكثر. بعد ذلك، يمكن تزويد سفن الحاويات المبنية حديثًا بمحرك رئيسي أصغر. أنواع المحركات المجهزة لسفن اليوم التي تسع لـ14,000 حاوية مكافئة، وبالتالي تكون كبيرة بما يكفي لدفع السفن المستقبلية التي تسع لـ 20,000 حاوية مكافئة أو أكثر. مع ذلك، اختارت شركة خطوط ميرسك، أكبر خط شحن حاويات في العالم، المحركات المزدوجة (محركان أصغر يعملان بمراوح منفصلة)، عند طلب سلسلة من عشر سفن سعة 18 000 حاوية نمطية من دايو لبناء السفن في فبراير 2011. سلمت السفن بين عامي 2013 و2014. في عام 2016  م، اعتقد بعض الخبراء أن أكبر سفن الحاويات الحالية هي بالحجم الأمثل، ولا يمكن أن تكون أكبر اقتصاديًا، لأن مرافق الموانئ ستكون باهظة الثمن، ومناولة الميناء تستغرق وقتًا طويلاً، وعدد الموانئ المناسبة منخفض للغاية، وتكلفة التأمين مرتفع جدا.
في مارس 2017، عُمدت أول سفينة بسعة رسمية تزيد عن 20 000 حاوية مكافئة في سامسونج للصناعات الثقيلة. تبلغ سعة   مول تراينف 20 150 حاوية مكافئة. كان من المتوقع أن تسلم شركة سامسونج للصناعات الثقيلة عدة سفن تضم أكثر من 20 000 حاوية مكافئة في عام 2017  م، ولديها طلبات لما لا يقل عن عشر سفن في هذا النطاق الحجمي لـ OOCL وMOL.

### سوق الشحن
يسمى فعل استئجار سفينة لنقل البضائع بالتأجير (chartering). خارج أسواق البضائع السائبة الخاصة، تُستأجر السفن من خلال ثلاثة أنواع من اتفاقيات الاستئجار : ميثاق الرحلة، واستئجار الوقت، واستئجار القارب. في ميثاق الرحلات، يؤجر المستأجر السفينة من ميناء التحميل إلى ميناء التفريغ. في الإيجار الزمني، تُستأجر السفينة لفترة زمنية محددة، لأداء الرحلات وفقًا لتوجيهات المستأجر. في ميثاق القارب، يعمل المستأجر كمشغل ومدير للسفينة، ويتحمل مسؤوليات مثل توفير الطاقم وصيانة السفينة. يُعرف عقد الإيجار المكتمل باسم الطرف المستأجر.
يتتبع مؤتمر الأمم المتحدة للتجارة والتنمية، أو الأونكتاد، في استعراضه للتجارة البحرية لعام 2010  م، جانبين من أسعار شحن الحاويات. الأول هو سعر الاستئجار، وتحديداً سعر الاستئجار الزمني حاوية 1 حاوية مكافئة لشحن 14 طناً على سفينة حاويات. والآخر هو سعر الشحن، أو التكلفة اليومية الشاملة لتسليم شحنة تعادل حاوية مكافئة واحدة على طريق معين. نتيجة الركود في أواخر العقد الأول من القرن الحادي والعشرين، أظهر كلا المؤشرين انخفاضًا حادًا خلال الفترة 2008-2009، وأظهروا علامات الاستقرار منذ عام 2010  م.
يستخدم الأونكتاد رابطة هامبورغ لسماسرة السفن (المعروفة رسمياً باسم رابطة وسطاء السفن ووكلاء السفن في هامبورغ الخامس. أو VHSS للاختصار) كمصدر صناعي رئيسي لأسعار شحن سفن الحاويات. يحتفظ VHSS ببعض مؤشرات أسعار تأجير سفن الحاويات. أقدمها، والذي يعود تاريخه إلى عام 1998  م، يسمى مؤشر هامبورغ. يأخذ هذا المؤشر في الاعتبار المواثيق الزمنية على الحاويات الخلوية بالكامل التي يتحكم فيها وسطاء هامبورغ. وهي مقتصرة على المواثيق التي تبلغ مدتها 3 أشهر أو أكثر، وتُقدم كمتوسط التكلفة اليومية بالدولار الأمريكي للحاوية التي تحتوي على حاوية واحدة بوزن 14 طنًا. تنقسم بيانات مؤشر هامبورغ إلى عشر فئات تعتمد بشكل أساسي على القدرة الاستيعابية للسفينة. توجد فئتان إضافيتان للسفن الصغيرة التي يقل حجمها عن 500 حاوية مكافئة والتي تحمل رافعات الشحن الخاصة بها. في عام 2007  م، بدأ VHSS مؤشرًا آخر، وهو New ConTex الذي يتتبع البيانات المماثلة التي حُصِل عليها من مجموعة دولية من سماسرة السفن.
يُظهر مؤشر هامبورغ بعض الاتجاهات الواضحة في أسواق التأجير الأخيرة. أولاً، كانت المعدلات ترتفع بشكل عام من عام 2000  م إلى عام 2005  م. من عام 2005  م إلى عام 2008  م، انخفضت المعدلات ببطء، وفي منتصف عام 2008  م بدأت «انخفاض كبير» بنحو 75٪، والتي استمرت حتى استقرت المعدلات في أبريل 2009. تراوحت الأسعار من 2.70 دولارًا أمريكيًا إلى 35.40 دولارًا أمريكيًا في هذه الفترة، مع انخفاض الأسعار بشكل عام على السفن الكبيرة. كانت السفن الأكثر مرونة في هذه الفترة الزمنية هي تلك التي يتراوح حجمها بين 200 و300 حاوية مكافئة، وهي حقيقة يعزوها مجلس الأمم المتحدة للتجارة والتنمية إلى نقص المنافسة في هذا القطاع. بشكل عام، في عام 2010  م، انتعشت هذه المعدلات إلى حد ما، لكنها ظلت في حوالي نصف قيمها لعام 2008  م. اعتبارًا من عام 2011  م، أظهر المؤشر علامات الانتعاش لشحن الحاويات، بالإضافة إلى الزيادات في السعة العالمية، مما يشير إلى نظرة مستقبلية إيجابية للقطاع في المستقبل القريب.
| من عند           | إلى              | 2008      | 2008      | 2008      | 2008      | 2009      | 2009      | 2009      | 2009      |
| من عند           | إلى              | الثلاثي 1 | الثلاثي 2 | الثلاثي 3 | الثلاثي 4 | الثلاثي 1 | الثلاثي 2 | الثلاثي 3 | الثلاثي 4 |
| ---------------- | ---------------- | --------- | --------- | --------- | --------- | --------- | --------- | --------- | --------- |
| آسيا             | الولايات المتحدة | 1.8       | 1.8       | 1.9       | 1.9       | 1.7       | 1.4       | 1.2       | 1.3       |
| الولايات المتحدة | آسيا             | 0.8       | 1.0       | 1.2       | 1.2       | 0.9       | 0.8       | 0.8       | 0.9       |
| أوروبا           | آسيا             | 1.0       | 1.1       | 1.1       | 1.1       | 0.9       | 0.7       | 0.8       | 0.9       |
| آسيا             | أوروبا           | 2.0       | 1.9       | 1.8       | 1.6       | 1.0       | 0.9       | 1.0       | 1.4       |
| الولايات المتحدة | أوروبا           | 1.3       | 1.4       | 1.6       | 1.7       | 1.5       | 1.4       | 1.4       | 1.5       |
| أوروبا           | الولايات المتحدة | 1.6       | 1.6       | 1.6       | 1.6       | 1.3       | 1.2       | 1.1       | 1.3       |

تفاوت متوسط أسعار الإيجار اليومي للسنة الواحدة من حاوية واحدة (14 طنًا) من 2.70 دولارًا إلى 35.40 دولارًا بين عامي 2000 و 2010.

كما يتتبع الأونكتاد أسعار شحن الحاويات. يُعَبَّر عن أسعار الشحن على أنها السعر الإجمالي بالدولار الأمريكي لشاحن لنقل حمولة تعادل حاوية مكافئة واحدة على طول طريق معين. قُدمت البيانات الخاصة بخطوط الحاويات الرئيسية الثلاثة: الولايات المتحدة وآسيا والولايات المتحدة وأوروبا وأوروبا وآسيا. تختلف الأسعار عادةً بين محطتي الرحلة، على سبيل المثال، كانت معدلات آسيا والولايات المتحدة أعلى بكثير من معدلات العائد بين الولايات المتحدة وآسيا في السنوات الأخيرة. بشكل عام، من الربع الرابع من عام 2008  م حتى الربع الثالث من عام 2009  م، انخفض حجم شحن الحاويات ومعدلات الشحن بشكل حاد. في عام 2009  م، كانت أسعار الشحن على الطريق بين الولايات المتحدة وأوروبا أقوى، بينما انخفض الطريق بين آسيا والولايات المتحدة أكثر.
| دولار لكل حاوية مكافئة من شنغهاي إلى | 2009 | 2010 | 2011 | 2012 | 2013 | 2014 |
| ------------------------------------ | ---- | ---- | ---- | ---- | ---- | ---- |
| الساحل الغربي للولايات المتحدة       | 1372 | 2308 | 1667 | 2287 | 2033 | 1970 |
| الساحل الشرقي للولايات المتحدة       | 2367 | 3499 | 3008 | 3416 | 3290 | 3720 |
| شمال أوروبا                          | 1395 | 1789 | 881  | 1353 | 1084 | 1161 |
| البحر المتوسط                        | 1397 | 1739 | 973  | 1336 | 1151 | 1253 |
| أمريكا الجنوبية (سانتوس)             | 2429 | 2236 | 1483 | 1771 | 1380 | 1103 |
| جنوب إفريقيا (ديربان)                | 1495 | 1481 | 991  | 1047 | 805  | 760  |
| سنغافورة                             |      | 318  | 210  | 256  | 231  | 233  |
| شرق اليابان                          |      | 316  | 337  | 345  | 346  | 273  |

استجابت شركات الخطوط الملاحية المنتظمة لقدرتها المفرطة بعدة طرق. على سبيل المثال، في أوائل عام 2009  م، خفضت بعض خطوط الحاويات أسعار الشحن الخاصة بها إلى الصفر على طريق آسيا وأوروبا، وفرضت رسومًا إضافية على الشاحنين لتغطية تكاليف التشغيل فقط. لقد قللوا من طاقتهم الزائدة عن طريق خفض سرعة السفن (وهي إستراتيجية تسمى «التبخير البطيء») وعن طريق وضع السفن. أدى التبخير البطيء إلى زيادة طول الطرق بين أوروبا وآسيا إلى مستوى قياسي بلغ أكثر من 40 يومًا. ومن الإستراتيجيات الأخرى التي استخدمتها بعض الشركات التلاعب بالسوق من خلال نشر إخطارات بزيادة الأسعار في الصحف، وعندما «أُصدر إشعار من قبل شركة نقل، حذت شركات النقل الأخرى حذوها».
أصبحت السكك الحديدية العابرة لسيبيريا (TSR) مؤخرًا بديلاً أكثر قابلية للتطبيق لسفن الحاويات على طريق آسيا - أوروبا. يمكن لخط السكة الحديد هذا عادةً تسليم الحاويات في 1/3 إلى 1/2 من وقت الرحلة البحرية، وفي أواخر عام 2009  م أعلن عن تخفيض بنسبة 20 ٪ في أسعار شحن الحاويات. مع جدول الأسعار لعام 2009  م، سينقل TSR حاوية 40 قدمًا إلى بولندا من يوكوهاما مقابل 2820 دولارًا، أو من بوسان مقابل 2154 دولارًا.

### تحالفات صناعة الشحن
| تحالف        | شركاء                                                                  | السفن | الخدمات الأسبوعية | الموانئ | أزواج الميناء |
| ------------ | ---------------------------------------------------------------------- | ----- | ----------------- | ------- | ------------- |
| تحالف المحيط | CMA CGM، COSCO، OOCL، دائم الخضرة                                      | 323   | 40                | 95      | 1،571         |
| التحالف      | Ocean Network Express، Hapag-Lloyd، Hyundai Merchant Marine، Yang Ming | 241   | 32                | 78      | 1،327         |
| 2 م          | ميرسك لاين، MSC                                                        | 223   | 25                | 76      | 1،152         |

في محاولة للسيطرة على التكاليف وتعظيم الاستفادة من السعة على السفن الأكبر حجمًا، أصبحت اتفاقيات مشاركة السفن، والاتفاقيات التعاونية وتبادل الفتحات، سمة متنامية لصناعة شحن الحاويات البحرية. اعتبارًا من مارس 2015، قامت 16 من أكبر خطوط شحن الحاويات في العالم بتوحيد طرقها وخدماتها، وهو ما يمثل 95 بالمائة من أحجام شحن الحاويات المتحركة في طرق التجارة السائدة بين الشرق والغرب.
تظل شركات النقل مستقلة من الناحية التشغيلية، وتحظر عليها هيئات مكافحة الاحتكار في ولايات قضائية متعددة من التواطؤ في أسعار الشحن أو السعة. يمكن رسم أوجه التشابه مع تحالفات شركات الطيران

## موانئ الحاويات

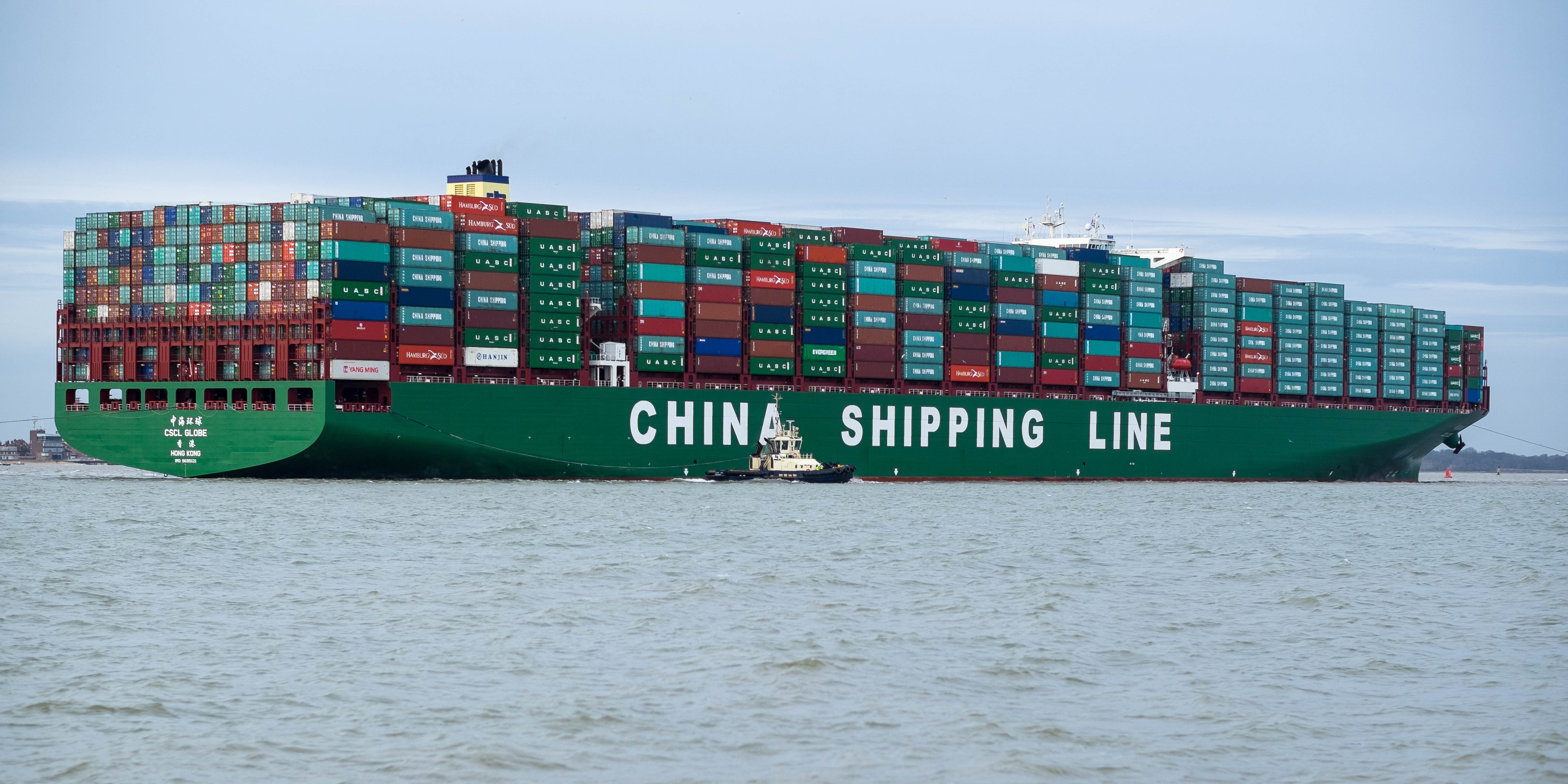
CSCL Globe هي واحدة من أكبر سفن الحاويات في العالم.

غالبًا ما تُتَتَبَّع حركة الحاويات عبر أحد المنافذ من حيث وحدات تعادل عشرين قدمًا أو حاوية مكافئة للإنتاجية. اعتبارًا من 2009، كان ميناء سنغافورة هو أكثر موانئ الحاويات ازدحامًا في العالم، حيث تُتَدَاوَل 25 866 000 حاوية مكافئة. في ذلك العام، كانت ستة من أكثر عشرة موانئ للحاويات ازدحامًا في جمهورية الصين الشعبية، مع شنغهاي في المرتبة الثانية، وميناء هونغ كونغ في المرتبة الثالثة، وشنتشن الرابعة، وميناء قوانغتشو السادس، ونينغبو الثامن، وتشينغداو 9. من بين الموانئ العشرة الأولى، كانت بوسان في كوريا الجنوبية في المرتبة 5، ودبي في الإمارات العربية المتحدة في المرتبة 7، وروتردام في هولندا في المركز العاشر مع 9743.290 حاوية مكافئة. في المجمل، عالجت أكثر عشرين ميناء حاويات ازدحامًا 220 905 805 حاوية مكافئة في عام 2009  م، أي ما يقرب من نصف إجمالي حركة الحاويات المقدرة في العالم في ذلك العام والتي بلغت 220 905 805 حاوية مكافئة.

## مشاكل الخسائر والسلامة

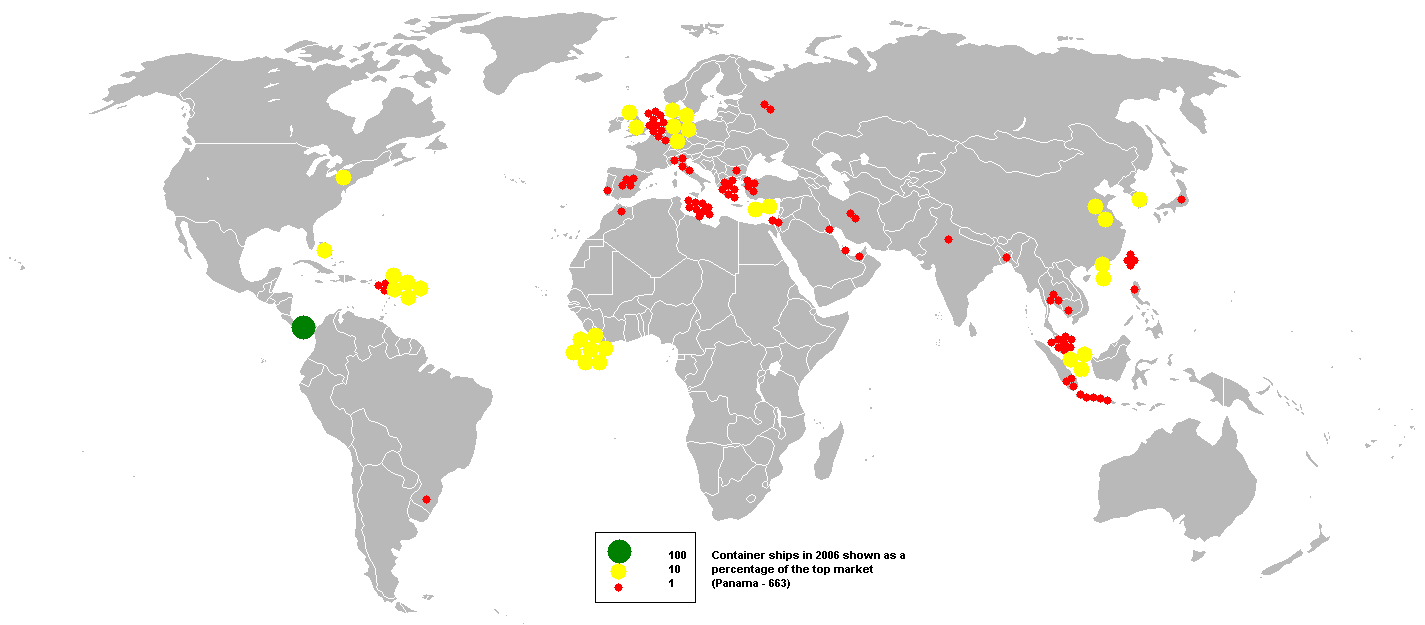
أسطول حاويات عام 2006

تشير التقديرات إلى أن سفن الحاويات تفقد ما بين 2000 و10000 حاوية في البحر كل عام، بتكلفة 370 مليون دولار. تشير دراسة حديثة أجريت على مدى ست سنوات من 2008 إلى 2013 إلى أن متوسط الخسائر للحاويات الفردية في البحر يبلغ 546 في السنة، ومتوسط الخسائر الإجمالية بما في ذلك الأحداث الكارثية مثل غرق السفن أو التأريض عند 1،679 في السنة يذهب معظمهم إلى البحر في عرض البحر. أثناء العواصف ولكن هناك بعض الأمثلة على فقد سفن كاملة مع حمولتها. عندما تسقط الحاويات، فإنها تتحول على الفور إلى تهديد بيئي - يسمى «الحطام البحري». بمجرد وصولها إلى المحيط، تمتلئ بالماء وتغرق إذا لم تتمكن المحتويات من الاحتفاظ بالهواء. تسحق المياه العاتية الحاوية وتغرقها بسرعة.
يمكن أن يكلف تهديد القرصنة شركة شحن الحاويات ما يصل إلى 100 مليون دولار سنويًا بسبب الطرق الطويلة والسرعة العالية، خاصة بالقرب من شرق إفريقيا.

## ميزة الحاويات

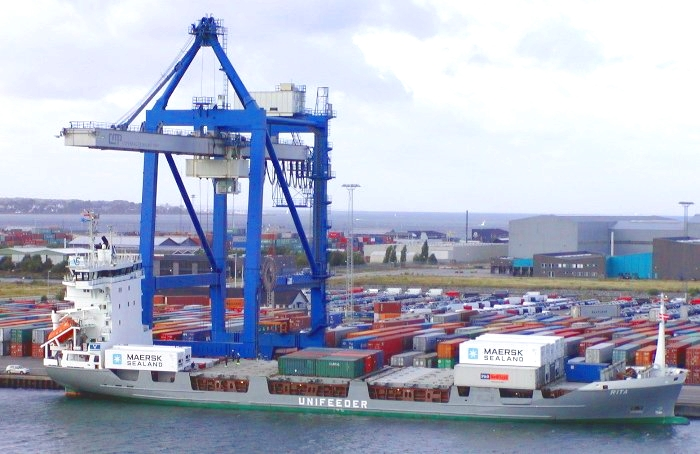
حاملة حاويات بميناء كوبنهاغن

مزايا الحاويات عديدة، وهو ما يفسر التوسع الهائل لاستعمالها بعد الحرب العالمية الثانية. وأهم ما في الطريقة هو توحيد مقاييس الحاويات بحيث ترص بجانب بعضها البعض وترص فوق بعضها البعض، وتقوم بعملية الرص روافع خاصة عل السفينة وكذلك في المونيء. ومن بين مزايا الحاويات:
- حماية أفضل للبضائع من التلف ومن السرقة، مما ترتب عن ذلك أقساط مواتية للتأمين الخاص بالبضائع،
- سرعة في الشحن، إعادة الشحن والتفريغ،
- الاقتصاد في التعبئة، التخزين والمناولة،
- إمكانية تشخيص السلع، والمتابعة اللوجيستيكية،
- سهولة النقل بين البحر والنقل على الأرض سواء بالسكك الحديدية أم الشاحنات.

## انتشار سفن الحاويات
حاليا في عام 2015 تنقل نحو 80 % من البضائع على المستوي العالمي بواسطة سفن الحاويات. فبواقع يوليو 2014 كانت 5072 سفينة حاويات تعمل ولا تزال، وتقوم بنقل 6 و17 مليون حاوية 20 قدم من البضائغ.
من ضمنها 107 من السفن بدأت العمل في عام 2014.

## روابط خارجية
- البحارة القدامى والحديثون: الرومانسية في أعالي البحار في عصر القياس الكمي - مقال في The Economist عن رحلة على متن سفينة حاويات من القرن الحادي والعشرين
- RODRIGO DE LARRUCEA، Jaime. contenedores _ingl s_.pdf "Container Ship Safety" (PDF). مؤرشف من الأصل (PDF) في 2012-04-17. اطلع عليه بتاريخ 2012-04-19. {{استشهاد ويب}}: تحقق من قيمة |مسار أرشيف= (مساعدة)

## الهوامش
1 : وبالتالي تنقل بواسطة وسائط نقل مختلفة خلال رحلة واحدة، مما يعطي اسم النقل متعدد الوسائط